# اچ‌ام‌اس گلاتون (۱۷۹۵)
اچ‌ام‌اس گلاتون (۱۷۹۵) (به انگلیسی: HMS Glatton (1795)) یک کشتی بود.